# 茶百道
茶百道，是中华人民共和国一家茶飲品牌。

## 历史
始於2008年的四川省成都市，创始人為王霄锟。
2017年2月21日，成都茶百道餐饮管理有限公司成立。
2018年，茶百道在其包装上添加熊猫元素。同年公司开店约800家，開始快速扩张。2020年底，茶百道门店数量突破3000家。2021年，茶百道被曝使用过期原材料。
2023年8月15日，茶百道向香港交易所递交招股书。2024年4月23日，茶百道在港交所上市。

## 外部連結
- 官方网站